# Kwarémenguel
Kwarémenguel est une localité située dans le département de Toéni de la province du Sourou dans la région de la Boucle du Mouhoun au Burkina Faso.

## Éducation et santé
Kwarémenguel accueille un centre de santé et de promotion sociale (CSPS).
Le village possède une école primaire publique.